# Ламия Афинская
Ламия (др.-греч. Λαμία; 340-е годы до н. э. — 302 год до н. э. или позже) — афинская гетера.
В молодости, возможно, была любовницей тирана Афин Деметрия Фалерского, а затем правителя Египта Птолемея. В 306 году до н. э. после поражения Птолемея в морской битве при Саламине на Кипре попала в плен к Деметрию Полиоркету. Несмотря на то, что Ламия была старше Деметрия Полиоркета, она смогла очаровать своего нового покровителя. Их связь носила характер неудержимой страсти и обросла множеством слухов и анекдотических историй. В честь своей любовницы Деметрий даже приказал построить в Афинах и Фивах храмы Афродиты Ламии. По одной из версий, Ламия умерла в 302 году до н. э. во время родов.

## Биография

### Происхождение. Ранние годы
Ламия была дочерью афинского аристократа Клеанора. По мнению В. Хеккеля, она родилась в 340-х годах до н. э., К. Каппариса — около 330 года . Возможно, при рождении она имела другое имя, а прозвище «Ламия», отсылающее к мифологическому персонажу, впоследствии стало её псевдонимом. Оно могло обозначать «пожирающая/покоряющая мужчин», «ненасытная», некий античный аналог «женщины-вампира». В детстве девушка получила хорошее образование, среди её личных качеств Афиней отметил остроумие и «лёгкость на язык». Античные авторы писали, что вначале Ламия получила известность благодаря мастерской игре на флейте, «а впоследствии стяжала громкую славу искусством любви». Плутарх даже привёл её имя при перечислении «всесветно знаменитых потаскух» вместе с Хрисидой, Демо и Антикирой.
Диоген Лаэртский со ссылкой на Фаворина писал, что Ламия была любовницей тирана Афин 317—307 годов до н. э. Деметрия Фалерского. Возможно, что в данном тексте античный автор перепутал Деметрия Фалерского, с его тёзкой Деметрием Полиоркетом, на которого Ламия имела особое влияние.
В 309 или 308 году до н. э. Ламия могла встретить правителя Египта Птолемея, который в те годы со своим войском находился в Греции. Затем она переехала в Египет. Античные источники не называют Ламию среди любовниц Птолемея. Часть современных историков (Д. Огден и Д. Ромм) считают их любовную связь весьма вероятной. Они отмечают, что Ламия сопровождала Птолемея в его морской экспедиции против сына Антигона Деметрия Полиоркета. Статус гетеры предполагает, что во время похода она была «роскошью», которую мог позволить взять на военный корабль царь, но не обычный воин. П. Уитли и С. Мюллер, напротив, не видят каких-либо веских оснований говорить о любовной связи Птолемея и Ламии. Они отмечают, что Птолемей был достаточно видной и знаковой фигурой, чтобы его любовница осталась незамеченной. Также, в отличие от Деметрия, согласно античным источникам, он состоял в юности в связи лишь с одной гетерой Таис, которую впоследствии взял в жёны.

### Связь с Деметрием Полиоркетом
Египетский флот в 306 году до н. э. под Саламином на Кипре потерпел сокрушительное поражение. В плен к Деметрию попали 8 тысяч человек на 100 транспортных кораблях, 40 нетронутых и 80 повреждённых боевых кораблей. Среди пленников были Ламия, а также сын Птолемея Леонтиск.
Остаётся неясным, когда Ламия стала любовницей Деметрия Полиоркета. Это могло случиться как непосредственно после пленения, так и несколькими годами позже в Афинах. Плутарх писал, что «в ту пору красота её уже отцветала, и разница в летах между нею и Деметрием была очень велика, и все же своими чарами и обаянием Ламия уловила и оплела его так крепко, что одна лишь она могла называть Деметрия своим любовником — остальным женщинам он только позволял себя любить». По мнению В. Хеккеля, данная характеристика содержит некоторые преувеличения. Хоть Ламия и была несколько старше Деметрия Полиоркета, который родился около 336 года до н. э., на момент начала любовной связи ей было около 40 лет и она родила дочь Филу. Возможно, по меркам того времени, Ламия и не была молодой, но никак не старухой. Однако недоброжелатели Ламии подчёркивали её возраст, что нашло отображение у античных авторов. Так, согласно Плутарху, другая любовница Деметрия Полиоркета Демо не только называла свою соперницу «старухой», но и позволила себе прямое оскорбление. Когда Деметрий указал на изысканные блюда, которые подали к столу, и сказал: «Видишь, сколько всего посылает мне моя Ламия?» — Демо ответила: «А ты поспи ещё с моей матерью — она пошлет тебе и того больше».
Хоть Деметрий Полиоркет в течение жизни имел пять жён и множество любовниц, а его любвеобильность стала притчей во языцех, лишь отношения с Ламией носили характер неудержимой страсти. Пик отношений Ламии и Деметрия Полиоркета приходится на 304—302 годы до н. э. Их связь стала расхожей темой для сплетен того времени. Даже отец Деметрия Антигон не смог удержаться от шутки над сыном за страсть к Ламии. Согласно Плутарху, когда тот, вернувшись из путешествия, нежно поцеловал его, Антигон со смехом заметил: «Тебе, верно, кажется, что ты целуешь Ламию, мой мальчик». У Афинея и Плутарха с отсылкой к трудам Демохара, Филиппида, Линкея Самосского, Махона и Филарха приведено множество анекдотических историй с участием Ламии, большая часть которых, предположительно, недостоверны. П. Уитли считал, что особое внимание Плутарха к Ламии при жизнеописании Деметрия Полиоркета связано с особенностями его сочинений. В парных биографиях Плутарха Деметрию соответствовал Марк Антоний. Соответственно, подчёркивая роль Ламии, автор пытался сопоставить её с Клеопатрой.
Афиняне, преимущественно, недолюбливали Ламию. Этому способствовали постройка храмов Афродиты Ламии в Афинах и Фивах, а также громадные суммы, которые Деметрий тратил на свою любовницу из городской казны. Для царя обожествление любовницы повышало собственный статус, делало его «любимцем богини». Кроме этого Ламия обложила своего рода налогом многих богатых горожан. На эти деньги Ламия устраивала шикарные пиры, которые упоминают несколько античных авторов. Отдельная причина нелюбви афинян к Ламии заключалась в оскорблении их религиозных чувств. Деметрию Полиоркету, на фоне всеобщего ликования после освобождения Афин от тирании и македонской гегемонии, выделили для жилья внутреннюю часть Парфенона, главного храма в честь богини Афины. Оргии, которые Деметрий устраивал в священном месте с Ламией, либо слухи о таковых, затрагивали религиозные чувства древних греков. Возможно, в данном случае речь шла не о развратной оргии, а о неком культовом акте — половом акте в священном месте, который, в понимании участников, делал пару связанной особыми священными узами.
Любовь и расположение царя, необходимость воздавать чуть ли не божественные почести гетере, а также громадные траты, которые позволяла себе Ламия, привели к недовольству граждан. Один из комических поэтов даже назвал Ламию «погубительницей городов», обыграв прозвище её царственного любовника («Полиоркет» обозначает «осаждающий города»). Недовольство греков Ламией проявилось в отказе некоего флейтиста Феодора посещать её пиры. Связь с Ламией использовали и враги Деметрия Полиоркета. Так, фракийский царь Лисимах говорил, что «впервые видит потаскуху выступающей в трагедии», а поэт Филиппид написал двустишие: «Святой акрополь наш в харчевню превратив, / К Афине-деве в храм распутниц он привел». В историографии существуют два противоположных мнения о влиянии Ламии на Деметрия. По мнению П. Уитли, она своими капризами и связанными с ними эксцессами снизила популярность царя, придала его имени ореол развратника. К. Каппарис, напротив, считал его следствием порочности самого Деметрия, а не «поведения стареющей гетеры». Деметрий создал вокруг себя гарем жён и любовниц не из-за Ламии, а по собственному желанию.
После того как Деметрий в 303 году до н. э. захватил Сикион, Ламия оплатила постройку в городе расписной стои. Такой поступок может быть объяснён как политической целесообразностью, желанием Ламии помочь художникам Сикиона, так и желанием повторить предшественниц среди знаменитых гетер, которые покровительствовали искусству.
Историкам достоверно неизвестно сколько времени продлились любовные отношения между Деметрием и Ламией. В. Хеккель датирует их 304—302 годами до н. э. Историк отмечал, что в 303 году до н. э., когда царь вступил в очередной династический брак с представительницей эпирской царской династии Пирридов Деидамией, его отношения с Ламией, хотя бы внешне, должны были если не прекратиться, то стать не столь явными. Д. Ромм предположил, что Ламия могла умереть во время родов дочери.

### Исследования
- Дройзен И. Г. История эллинизма. — Ростов-на-Дону: Феникс, 1995. — Т. 2. — 544 с. — ISBN 5-85880-079-3.
- Хабихт Х. Афины. История города в эллинистическую эпоху / Подготовка к изданию и перевод Ю. Г. Виноградова. — М.: Ладомир, 1999. — ISBN 5-86218-339-6.
- Heckel W. Who's Who in the Age of Alexander and his Successors. From Chaironea to Ipsos (338—301 BC) (англ.). — Barnsley: Greenhill Books, 2021. — 554 p. — ISBN 978-1-78438-648-1.
- Kapparis K. Prostitution in the Ancient Greek World (англ.). — Berlin: de Gruyter, 2018. — ISBN 978-3-11-055795-4.
- Müller S. In the Favour of Aphrodite: Sulla, Demetrios Poliorcetes, and the Symbolic Value of the Hetaira (англ.) // The Ancient History Bulletin. — 2009. — Vol. 23. — P. 38—49.
- Ogden D. Polygamy, Prostitutes and Death the Hellenistic Dynasties (англ.). — London: Duckworth&Co Ltd., 1999. — ISBN 0715629301.
- Romm J. Demetrius Sacker of Cities (англ.). — New Haven & London: Yale University Press, 2022. — ISBN 978-0-300-25907-0.
- Wheatley P., Dunn C. Demetrius the Besieger (англ.). — Oxford: Oxford University Press, 2020. — ISBN 978-0-19-883604-9.